# Перхлорат літію
Перхлорат літію — сіль лужного металу літію і хлорної кислоти. Хімічна формула LiClO4. Гігроскопічний, утворює кілька кристалогідратів, найбільш стійкий трьохводний LiClO4·3H2O.

## Добування
Перхлорат літію може бути отриманий обмінною реакцією хлориду літію та перхлорату натрію:
{\displaystyle {\mathsf {LiCl+NaClO_{4}\rightarrow LiClO_{4}+NaCl}}}
Також він може бути отриманий електролітичним окисненням хлорату літію на платиновому аноді, але цей процес застосовується рідко.

## Застосування
Перхлорат літію використовується як окисник у піротехнічних складах і твердих ракетних паливах, джерело кисню, електроліт в літієвих батареях і як каталізатор в реакції Бейліса-Хілмана.